# منتجات ديل مونتي الطازجة
شركة منتجات ديل مونتي الطازجة Fresh Del Monte Produce Incorporated هي واحدة من الشركات الرائدة في العالم في مجال إنتاج وتوزيع وتسويق الفواكه والخضروات الطازجة والمقطعة. وتشمل منتجاتهم الفواكه والخضروات المحضرة والعصائر والمشروبات والوجبات الخفيفة والحلويات، ويتم بيعها في أكثر من 90 دولة حول العالم.
تُسوّق شركة فريش ديل مونتي بروديوس منتجاتها الطازجة عالميًا تحت علامات ديل مونتي، ويو تي سي، وروزي، وغيرها. ومن أهم منتجاتها أناناس ديل مونتي جولد. ورغم أنها لم تعد تابعة لشركة ديل مونتي فودز،  إلا أنها تواصل تسويق الأناناس والموز ومنتجات أخرى بموجب اتفاقية ترخيص تحمل علامة ديل مونتي.
تُشغّل فريش ديل مونتي أيضا خط شحن يُسمى "شبكة الشحن"، ولديها شركة نقل بالشاحنات تُسمى "تريكونت تراكشن". بالإضافة إلى ذلك، لديها عمليات أغذية ومشروبات تبيع منتجات غذائية طازجة في مواقع مُلائمة.

## تاريخها
تأسست شركة فريش ديل مونتي للفواكه الطازجة عام 1989 عندما باعت شركة آر جيه آر نابيسكو قسم الفاكهة الطازجة في شركة ديل مونتي للأغذية إلى شركة بولي بيك. بعد انهيار بولي بيك، بيعت فريش ديل مونتي إلى رجل الأعمال المكسيكي كارلوس كابال بينيشي. فر كابال من المكسيك بعد اتهامه بالاحتيال، وصادرت الحكومة المكسيكية شركة فريش ديل مونتي.  اشترى محمد أبو غزالة شركة فريش ديل مونتي عام 1996. أصبحت الشركة عامة عام 1997. استحوذت فريش ديل مونتي على شركة ديل مونتي أوروبا عام 2004. عام 2018 استحوذت شركة فريش ديل مونتي بروديوس على شركة تعبئة الخضراوات الأمريكية مان باكينج.
شركة فريش ديل مونتي بروديوس مسجلة في جورج تاون، جزر كايمان. يقع المكتب التنفيذي الأمريكي في 241 شارع سيفيلا، كورال جابلز، فلوريدا.

## روابط خارجية
- الموقع الرسمي

- - بيانات النشاط التجاري لـ Fresh Del Monte Produce: مالية جوجل
  - ياهو! المالية
  - بلومبرج
  - رويترز
  -  إيداع هيئة الأوراق المالية والبورصات